# Akrobatik (Rapper)

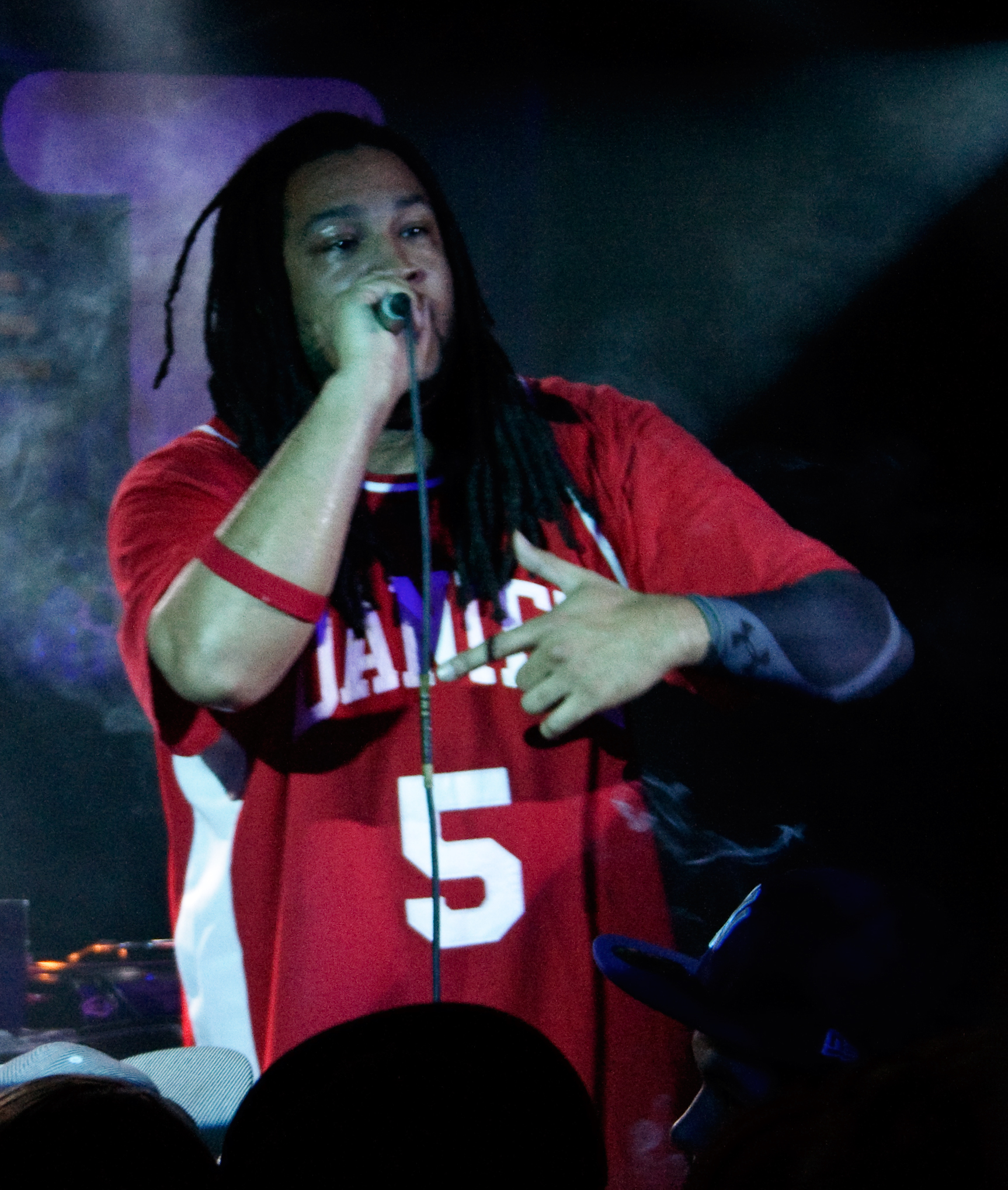
Akrobatik (2009)

Akrobatik, eigentlich Jared Bridgeman (geb. 1. März 1975 in Dorchester, Boston), ist ein US-amerikanischer Rapper. Er ist unter anderem Teil der Hip-Hop-Gruppe The Perceptionists mit Mr. Lif und DJ Fakts One, welche im Jahr 2005 Black Dialogue veröffentlichten. Er arbeitete zudem unter anderem mit Edo G, Guru, Slaine, M-Dot, 7L & Esoteric und Termanology.

## Leben
Akrobatiks 2014 erschienenes Album Built to Last wurde als eines der 40 besten Hip-Hop-Alben 2014 ernannt. 2014 und 2015 hielt er Gastvorlesungen am University of Massachusetts Boston Honors College, wo er den Kurs „Hip Hop: History and Practice“ bei der Professorin für American Studies, Rachel Rubin, leitete.

## Diskografie
Studioalben
- Balance (2003)
- Black Dialogue (mit The Perceptionists) (2005)
- Absolute Value (2008)
- Built to Last (2014)

Kompilationen
- Detonator Records Vol.1 Compilation (mit C-Rayz Walz, Breez Evahflowin und Snacky Chan) (2002)
- The Lost Adats (2003)
- Essential Akrobatik, Vol. 1 (2007)

EPs
- The EP (2002)
- Antihero EP (with LX-Beats) (2016)

Singles
- "Ruff Enuff" b/w "Woman" (1998)
- "Say Yes Say Word" (1999)
- "Internet MCs" (2000)
- "U Got It" (2001)
- ”Hypocrite" b/w "Strictly for the DJ's" (2002)
- "Remind My Soul" (2003)
- "A to the K" b/w "Beast Mode" (2006)
- "Put Ya Stamp on It" (2008)
- "Alive" (2012)

Gastauftritte
- 7L & Esoteric – "State of the Art" from The Soul Purpose (2001)
- Mr. Lif – "Post Mortem" from I Phantom (2002)
- Push Button Objects – "Fly" from Ghetto Blaster (2003)
- Raw Produce – "Rick Cerrone" from The Feeling of Now (2004)
- Mr. Lif – "Mo' Mega" from Mo' Mega (2006)
- Effect – "Crush the Competition" from Fine Tuned Tantrum (2008)
- Fabio Musta – "I Still Want More" from Passport (2009)
- Snowgoons – "The Real Talk" from Black Snow 2 (2013)
- N.B.S. – "We on That" from Budavets (2014)